# Sultanato de Occusi Ambeno
El Sultanato de Occusi Ambeno (Kesultanan Okusi-Ambeno) es un sultanato ficticio y una micronación artística creada en 1968 por el artista y anarquista neozelandés Bruce Grenville, ficticiamente ubicada en la realmente existente provincia de Occusi Ambeno, perteneciente a Timor Oriental, a partir de una historia inventada sobre un Estado formado por tribus unidas contra los portugueses, quienes tenían la zona como colonia en esos tiempos. El sultanato posteriormente fue promocionado a mayor escala entre la década del 70 y 80 a manera de hoax, en tiempos cuando este país estaba ocupado por la fuerza por el gobierno de Indonesia. Imprimió sellos, membretes, y así sucesivamente, lo que generó ingresos por correspondencia. Incluso se estableció relaciones diplomáticas con algunos pequeños Estados, incluyendo Mónaco, Liechtenstein, y la República de Minerva.
Las intenciones de Grenville al crearla fueron artísticas, diseñar sellos filatélicos y promover la creatividad y las habilidades artísticas; y políticas, abogar por el pacifismo y los derechos civiles, el desarme de los Estados, el fin de las ocupaciones militares, el cese de las pruebas nucleares y en buena parte parodiar y ridiculizar a los gobiernos del mundo.

## Ubicación y origen
Occusi Ambeno es una provincia de Timor Oriental, colonia portuguesa descolonizada a raíz de la Revolución de los claveles (1975) e invadida nueve días después por la vecina Indonesia. Timor Oriental no alcanzó la plena independencia hasta el referéndum de autodeterminación de 1999. Es la única provincia de Timor Oriental que no hace frontera con ninguna otra (está rodeada de territorio indonesio).
Años antes y de la imaginación deliberada de Grenville, en 1968 y de la noche a la mañana, esta provincia de Timor Oriental pasó a ser no sólo independiente, si no a poseer una historia propia, y bastante diferente a la oficial. La provincia de Occusi Ambeno pasó a ser el Sultanato de Okusi-Ambeno, regido por Su Majestad Sekrup Semesta Alam Sri Sultan Gare, que no era otro que el mismo Greenville, con sus líneas aéreas propias, formadas exclusivamente por zepelines ecológicos, y cuya economía se basaba en la exportación de poesía, sellos y setas alucinógenas y de un impuesto sobre la danza típica local, también inventada, que documentó profusamente, como los propios idiomas que inventó para corte y los comunes.
A principios del decenio de 1970, el Sultán Greenville fue mandando los catálogos de sellos de Occusi-Ambeno a revistas filatélicas europeas y americanas que empezaron a publicarlas, y la venta de sellos “occusiambesianos” le iba proporcionando algunos fondos, pero el verdadero golpe de efecto que llevó al nuevo Sultanato a primera línea mundial llegó en 1973.

## Irreverencia, titulares y relaciones internacionales
En 1972 Grenville consiguió un trabajo que le permitía acceder a fotocopiadoras y a las entonces caras comunicaciones internacionales, dedicándose desde entonces a confundir a las agencias de noticias internacionales y a la prensa con declaraciones oficiales del sultanato y dossieres promocionales del Sultanato y declaraciones de sus dirigentes, creando “una confusión terrible y muy divertida”. Mientras tanto, un activista liberal-libertario estadounidense seguía con su plan para crear también su propia nación, pero esta vez con territorio real de por medio. En enero de 1972, Michael Olivier consiguió hacer emerger un pequeño atolón de 200 m² en el cual instaló una torre y declaró la independencia de la República de Minerva.
Los teletipos de las agencias de prensa empezaron a recibir comunicados de parte del Sultanato de Occusi-Ambeno, reconociendo formalmente la nueva república, y un periódico neozelandés, el New Zealand Herald, publicó la noticia en portada con el titular “Un líder mundial reconoce arrecife”.
El hecho que un “país” reconociera oficialmente a la República de Minerva le otorgó formalmente estatus propio, hasta que Tonga, país real vecino de Minerva, mandó sus patrulleras para reclamar el nuevo territorio, acabando así con el sueño de Olivier de solamente tres meses de vida.
Pero las acciones “internacionales” del sultanato filatélico no terminaron ahí, estableció relaciones diplomáticas con Mónaco, Liechtenstein, entre otros. El máximo apogeo llegó en 1977, cuando el "Consulado de Occusi Ambeno en Nueva Zelanda", esto es, el domicilio de Bruce Greenville, recibió una propuesta de soborno por parte de un grupo inversor europeo que instaban al “cónsul”, sin saber que estaban comunicándose con el mismísimo Sekrup Semesta Alam Sri Sultan Gare Greenville, a que convenciera al “Sultán” de dar el monopolio de la distribución internacional de la producción filatélica del país a ese grupo. Greenville y la “familia real” aceptaron encantados el soborno, y gracias a los nuevos fondos, produjeron sellos de mejor calidad que luego vendieron directamente a coleccionistas en todo el mundo.
Pero la irreverencia y atrevimiento de Greenville no solo consiguió engañar a grupos inversores y un periódico, ya que gracias a los teletipos y al trabajo que hizo, Occusi Ambeno consiguió, oficialmente, tratados bilaterales con la Santa Sede en Roma, Brunéi, Taiwán y un tratado de mutua defensa con Singapur.

### Filatelia del país
Grenville no mantuvo su impostura, aunque si las emisiones filatélicas de Occusi Ambeno, que hasta al menos 2002 siguieron financiando su activismo irreverente. Los sellos que diseñó entonces son muy valorados por los coleccionistas. Y es que sin quererlo, había nacido también un nuevo coleccionismo filatélico, el de los sellos de naciones imaginarias.

## Promoción de ideas y satirización del Estado
El que los creadores del Sultanato de Occussi Ambeno utilicen el concepto de un Estado ficticio para promover una serie de ideas libertarias y ecológicas puede ser desconcertante. El país ficticio no tiene leyes contra las drogas, y, de hecho, tiene una industria de hongos alucinógenos en auge. Tecnologías alternativas se promueven en los sellos como buques de energía eólica de la marina Transonic, la línea oficial de navegación. La línea aérea nacional utiliza zeppelines de helio (por lo que no emiten carbono), que se presentaron en una serie de sellos de 1983. El sultanato de Occussi Ambeno también apoyó al movimiento antinuclear. Así como la emisión de sellos con el logotipo de la CND, Ocussi-Ambeno sacó un anuncio de media página en un libro publicado por la sucursal de Nueva Zelandia de la CND que muestran un sello que representa una cifra spacesuited arruina todo a la vista en el olvido y que por debajo de las palabras " La escalada nuclear? ".
La idea de la creación de un Estado anarquista, pero de ficción, puede parecer extraña o hasta hipócrita. Pero hay que destacar que Grenville lo vio como una oportunidad para satirizar el Estado. Al mismo tiempo, se permitió a él y a otros el ejercicio de su imaginación y desarrollar sus aptitudes en la impresión y en otras áreas que requieren habilidades artísticas. Y su comercialización les proporcionó fondos para financiar otros proyectos, incluyendo la adquisición de una imprenta. Grenville y sus colaboradores afirman que lo más importante es que es muy divertido. En palabras de Bruce Grenville:

Aparte de su capacidad para financiar otros proyectos que puedas tener, las puertas que se abren tienen que ser experimentadas para ser creídas. La confusión que se puede lanzar en el ya de por sí complejo escenario geopolítico mundial también es divertido. Pensamos que todos los vehículos poco ortodoxos deberían estudiarse en la lucha por liberarse del estatismo. Configurar la efigie de la vaca sagrada para satirizarla parece algo que no se ha tenido en cuenta en absoluto.

## Referente de repúblicas
Aunque Ocussi Ambeno es una de las repúblicas filatélicas (naciones imaginarias que emiten sellos) más famosas, no es la única existente ni la única creada por Grenville y compañía. Otras naciones imaginarias han seguido sus pasos, como el Reino de Sedang, el Khanato de Bokhara, el Sultanato de Yafa, la República Libre de Vinland (excolonia de Ocussi Ambeno en el Atlántico Norte), la República Popular Democrática de Kemp Land, la República de Liegerland (formada tras la invasión de las colonias de Ocussi Ambeno en el Atlántico Norte por parte de Tyr, y por lo tanto, república hermana de Vinland), Tui-Tui o la República de Port-Maria, algunas de las cuales emitieron un comunicado oficial de rechazo al atentado terrorista de las Torres Gemelas de Nueva York.
Todas estas repúblicas tienen en común, aparte de dedicarse a la exportación de sellos conmemorativos, abrazar tratados antiarmamentísticos o antinucleares, historias divertidas como la del Khanato de Bokhara, que tras su “independencia” en 1998, creó el “rapidísimo” servicio postal formado exclusivamente por camellos que reparten el correo tanto dentro como fuera del país. El Gran Khan de Bokhara, coronado en 1998, tiene su residencia en Nueva Zelanda. Algunos de estos países imaginarios han sido creados por Grenville, sus amigos o su familia.
La mayoría de estas repúblicas imaginarias conforman el Consejo Internacional de Estados Independientes, una suerte de Naciones Unidas o en sus palabras una "ASEAN de los países del Quinto Mundo", fundado en 1984 y que se dedica en realidad a gestionar los recursos filatélicos de sus componentes.